# Demicryptochironomus concavus
Demicryptochironomus concavus är en tvåvingeart som beskrevs av Yan, Tang och Wang 2005. Demicryptochironomus concavus ingår i släktet Demicryptochironomus och familjen fjädermyggor. Inga underarter finns listade i Catalogue of Life.